# Wedge Ridge
Wedge Ridge ist ein felsiger Gebirgskamm im ostantarktischen Coatsland. Er ragt bis zu 1145 m (nach britischen Angaben rund 1200 m) hoch am Kopfende des Blaiklock-Gletschers unmittelbar westlich des Pointer-Nunatak in den Haskard Highlands im Westen der Shackleton Range auf.
Teilnehmer der Commonwealth Trans-Antarctic Expedition (1955–1958) unter der Leitung des britischen Polarforschers Vivian Fuchs (1908–1999) kartierten ihn 1957. Das UK Antarctic Place-Names Committee benannte ihn 1962 nach seiner keilförmigen (englisch wedge-shaped) Erscheinung.